# Голдман, Лес
Лес Голдман (англ. Les Goldman, 2 июля 1913 — 27 мая 1983) — aмериканский руководитель производства/супервайзер, продюсер и режиссёр. Лауреат премии «Оскар». Бизнес-партнёр Чака Джонса.

## Биография
В 1940-х годах Голдман работал операционным директором в компаниях Tempo, Transfilm и Storyboard, которые специализировались на анимационной рекламе. Голдман был вице-президентом кинопроизводственной компании Quartet Films с 1956 по 1962 год, которая в 1956 году взяла на себя руководство закрытой Storyboard Productions на Западном побережье.В начале 1960-х годов Голдман преподавал курсы анимационного кино в Университете Южной Калифорнии . Ранее он разработал учебную программу в Школе армейской живописной фотографии в Лондоне и проводил исследования во Французской национальной киношколе в Париже .
В начале 1960-х годов вместе с Чаком Джонсом он стал соучредителем студии анимационного кино Sib Tower 12 Productions, которая, в частности, производила короткометражные анимационные фильмы для MGM. Первым короткометражным фильмом, снятым Голдманом с Джонсом, был Pent-House Mouse в 1963 году. До 1967 года последовало множество короткометражных анимационных фильмов. За довольно абстрактный короткометражный анимационный фильм «Точка и линия» , в котором прямая линия влюбляется в точку, Джонс и Голдман были удостоены премии « Оскар» за лучший короткометражный анимационный фильм в 1966 году.
Голдман основал киноподразделение Wakefort/Orloff (W/O) в конце 1960-х годов, но оно не производило никаких фильмов. В своей биографии Дэн Бесси назвал Голдмана «осторожным и вдумчивым, чрезвычайно талантливым, но безнадежно непредприимчивым» человеком. В 1970-х годах Голдман работал в ASIFA-Hollywood и посвятил себя международному туру анимации. Критики считали его «неутомимым работником анимационного кино». Он умер 27 мая 1983 года.

## Фильмография

### Руководитель Производства
- Pent House Mouse, 1963
- The Cat Above and the Mouse Below, 1964
- Snowbody Loves Me, 1964
- The Unshrikable Jerry Mouse, 1964
- Much Ado About Mousing, 1964
- Ah, Sweet Mouse-Story Life, 1965
- Tom-ic Energy, 1965
- Bad Day at Cat Rock, 1965
- The Brothers Carry-Mouse-Off, 1965
- Haunted Mouse, 1965
- The Year of the Mouse, 1965
- The Cat’s Me-Ouch, 1965
- Duel Personality, 1965
- Catty-Cornered, 1966
- Filet Meow, 1966
- Love Me Love My Mouse, 1966
- Puss’n' Boats, 1966
- Advance and Be Mechanized, 1967
- Cannery Roden’t, 1967
- Cat and Dupli Cat, 1967
- Guided Mouse-ille, 1967
- The Mouse from H.U.N.G.E.R., 1967
- Purr-Chance to Dream, 1967
- Rock 'n' Rodent, 1967
- Surf Bored Cat, 1967
- O-Solar Meow, 1967
- The Bear That Wasn't, 1967

### Продюсер
- The Hangman, 1964
- The Dot and the Line: A Romance in Lower Mathematics, 1966
- The Door, 1968
- The Phantom Tollboth, 1970

Les Goldman (англ.) на сайте Internet Movie Database